# کلاشنیچ
کلاشنیچ (به صربی: Klašnić) یک منطقهٔ مسکونی در صربستان است که در میونیتسا واقع شده‌است.